# Leirvik
Ej att förväxla med Lervik, Båstads kommun, Leirvík på Färöarna eller Lerwick, Shetlandsöarna.
Leirvik är en tätort och stad som utgör centralort i Stords kommun i Vestland fylke i västra Norge. Orten är centrum för regionen Sunnhordland och knutpunkt för fartygstrafiken längs kusten mellan Bergen och Stavanger.